# Ty Carter

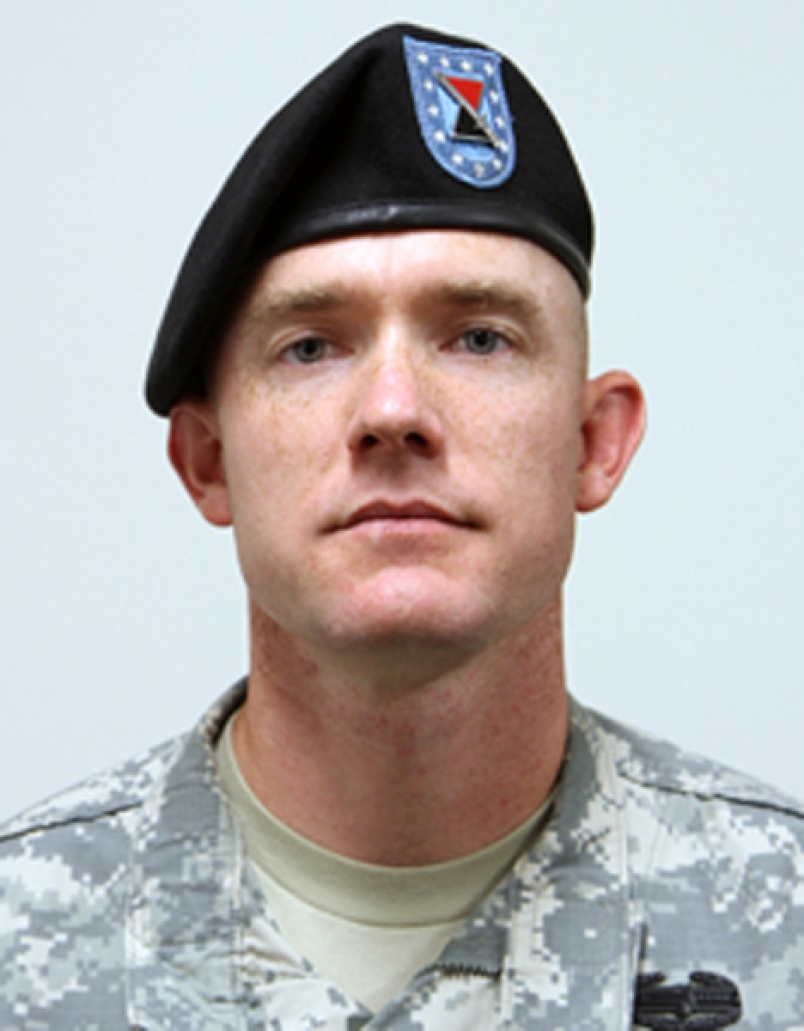
Ty Carter

Ty Michael Carter (* 25. Januar 1980 in Spokane, Washington) ist ein US-amerikanischer Kriegsveteran. Im Rahmen einer Zeremonie im Weißen Haus wurde ihm die Medal of Honor für seine Verdienste um die Verteidigung des Außenposten Keating während des Afghanistan-Krieges verliehen.
Ty Carter wurde 1980 im Bundesstaat Washington geboren. Im Anschluss an die High School trat Ty Carter dem United States Marine Corps bei. Er diente auf dem US-Stützpunkt in Okinawa. Nach einer Dienstzeit von 4 Jahren schied Ty Carter 2002 aus dem Marine Corps aus.
Er begann Biologie am Los Medanos College in Kalifornien zu studieren. Am College traf er seine spätere Ehefrau. Das Paar bekam eine Tochter, jedoch wurde die Ehe später geschieden. 2008 trat Ty der US Army bei und erhielt die Grundausbildung in Fort Knox Kentucky. Carter diente zweimal in Afghanistan. Im Rahmen seines ersten Afghanistan-Einsatzes von Mai 2009 bis Mai 2010 kam es zu den Ereignissen die zur Verleihung der Medal of Honor führten. Sein zweiter Einsatz fand 2012 statt.
Ty Carter leidet an posttraumatischer Belastungsstörung und schied 2014 im Rang eines Staff Sergeant aus der US Army aus.

## Auszeichnungen
Auswahl, sortiert entsprechend der Order of Precedence of Military Awards:
- Medal of Honor
- Purple Heart
- Meritorious Service Medal
- Afghanistan Campaign Medal